# 449 Hamburga
449 Hamburga هو كويكب، يقع ضمن حزام الكويكبات. اكتشف في 31 أكتوبر 1899. وقد اكتشفه ماكس فولف.

## روابط خارجية
- 449 Hamburga في قاعدة بيانات مختبر الدفع النفاث لأجرام النظام الشمسي الصغيرة

- الاكتشاف · مخطط المدار ·  العناصر المدارية · المعلمات المادية

- 449 Hamburga على موقع ويكي سكاي: DSS2, SDSS, GALEX, IRAS, Hydrogen α, X-Ray, Astrophoto, Sky Map, Articles and images